# 12445 Сіратака
12445 Сіратака (12445 Sirataka) — астероїд головного поясу, відкритий 24 квітня 1996 року.
Тіссеранів параметр щодо Юпітера — 3,194.
Названо на честь Сіратаки (яп. しらたか(白鷹) сіратака).